# The Tams
The Tams was een Amerikaanse zanggroep uit Atlanta.

## Bezetting

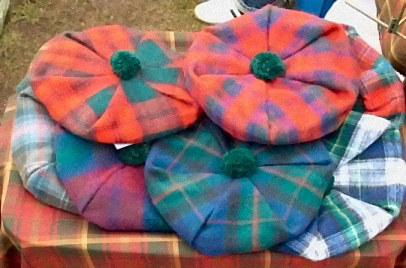
Tam o' shanters in tartan (Schotse ruit)

- Joseph Lee Pope[2] (Atlanta, 6 november 1933 - 16 maart 1996)
- Robert Francis Smith[3] (geb. 18 maart 1950)
- Horace Key[4] (Atlanta, 13 april 1934 - 1995)
- Charles Walter Pope[5] (Atlanta, 7 augustus 1936 - 11 juli 2013)
- Floyd Ashton[6] (geb. 15 augustus 1933) (1960–1963)
- Albert "Little Red" Cottle alias Lil' Red[7] (2 augustus 1969) (zoon van Charles Pope)

## Geschiedenis
De groep werd opgericht in 1960. Hun naam was afkomstig van de tam o'shanter (zie foto), een platte baret die ze droegen tijdens hun optreden. In 1969 hadden ze de hitsingle Untie Me bij Arlen Records, een compositie van Joe South, die de top 20 haalde van de Billboard r&b-hitlijst. De daaropvolgende publicaties flopten veelal tot 1964, totdat What Kind of Fool (Do You Think I Am) de top 10 haalde van de Billboard Hot 100. De song bleef drie weken op de toppositie van de Cash Box r&b-hitlijst. De meeste van hun populaire hits werden geschreven door Ray Whitley. Hey Girl Don't Bother Me was ook een bescheiden hit in hetzelfde jaar. The Tams hadden alleen een verdere hit in 1968 met Be Young, Be Foolish, Be Happy (#26) in de r&b-hitlijst en later in de Britse top 40 in 1970.
Hun opname I've Been Hurt (1965) was hun grootste landelijke hit (gebaseerd op verkoop en airplay). In september 1971 haalden ze de toppositie in het Verenigd Koninkrijk met de herpublicatie van Hey Girl Don't Bother Me, met dank aan de ontluikende inbreng van het toen florerende northern soulcircuit. De song bereikte ook in Ierland de toppositie en The Tams werden hiermee de eerste zwarte soulgroep in de Ierse hitlijst.
De groep kwam daarna niet meer voor in de hitlijsten tot 1987, toen hun song  There Ain't Nothing Like Shaggin'  de Britse hitlijst haalde (#21), aangedreven door een plaatselijk populaire dans met de naam Carolina shag, die tamelijk opviel in de opvolgende film Shag (1989). Desondanks werd het nummer verboden door de BBC, omdat het woord shag zou hebben te maken met seks.
Nog steeds behoorlijk populair in de zuidoostelijke Verenigde Staten, gingen ze verder met het opnemen van nieuwe muziek en traden ze op bij goedbezochte concerten. In 1999 werkten ze mee met Jimmy Buffett op zijn cd Beach House on the Moon en gingen ze met hem op tournee door het land.

## Privé
De Amerikaanse singer-songwriter Tameka Harris (* 1975) is de dochter van Dianne Cottle-Pope en Charles Pope. Charles Pope overleed in juli 2013 op 76-jarige leeftijd aan de ziekte van Alzheimer.

## Discografie

### Singles
- 1962: Untie Me / Disillusioned
- 1964: Hey Girl Don't Bother Me
- 1964: It's All Right (You're Just in Love)
- 1964: Silly Little Girl
- 1964: What Kind of Fool (Do You Think I Am) (ABC-Paramount)
- 1964: You Lied to Your Daddy
- 1965: I've Been Hurt
- 1968: Be Young, Be Foolish, Be Happy
- 1970: Be Young, Be Foolish, Be Happy
- 1971: Hey Girl Don't Bother Me (Probe)
- 1987: There Ain't Nothing Like Shaggin' (Virgin)

### Albums
- 1964: Hey Girl Don’t Bother Me!
- 1964: Presenting
- 1966: Time for the Tams
- 1968: A Little More Soul
- 1969: A Portrait of the Tams
- 1970: Be Young, Be Foolish, Be Happy
- 1978: The Mighty Mighty Tams
- 1983: Beach Music from the Tams
- 1999: Steppin’ Out in the Light
- 2000: The Tams Live at CT’s
- 2002: Forever Tams
- 2005: Comin’ at Cha